# Nazionale maschile di hockey su ghiaccio del Kuwait
La nazionale di hockey su ghiaccio maschile del Kuwait è controllata dalla Federazione di hockey su ghiaccio del Kuwait, ed è la selezione che rappresenta il Kuwait nelle competizioni internazionali di hockey su ghiaccio.